# Jacques Folch-Ribas
Jacques Folch-Ribas   (Barcelona, 4 de novembre de 1928) és un novelista i crític d'art canadenc del Quebec.
Fill de pares catalans, va créixer a França, país on els seus pares es van establir l'any 1939 per fugir de l'Espanya franquista. A la universitat va estudiar matemàtiques, filosofia, planificació urbanística i arquitectura. Va treballar per Le Corbusier, abans de mudar-se a Mont-real, i convertir-se en ciutadà canadenc el 1961. A Mont-real, va ser una bona temporada crític d'art i literatura per La Presse en paral·lel a la seva tasca com a escriptor.
Va guanyar el Prix Québec-Paris el 1974 per Une aurore boréale, el Prix Molson el 1983 per Le Valet de plume, i el Governor General's Award for French-language fiction el 1988 per Le silence, ou Le parfait bonheur. És membre de l'Académie des lettres du Québec.
En una de les seves nombroses i guardonades novel·les en francès, La chair de Pierre (1984), hi apareix tangencialment el militar i topògraf bearnès Gédéon de Catalogne atribuint-li un plausible origen català i potser enmirallant-s'hi pel seu mateix recorregut vital des de Catalunya cap al Canadà.

## Obres
- La horde des Zamé (Le démolisseur) (1970)
- Le greffon (1971)
- Une aurore boréale (1974)
- Le Valet de plume (1983)
- La chair de pierre (1984)
- Dehors, les chiens (1986)
- Première nocturne (1991)
- Marie Blanc (1993)
- Homme de plaisir (1999)
- Le silence, ou Le parfait bonheur (1999)
- Des années, des mois, des jours (2001)
- Les pélicans de Géorgie (2009)
- Paco (2011)